# Bergtjärnen (Ljusnarsbergs socken, Västmanland)
Bergtjärnen är en sjö i Ljusnarsbergs kommun i Västmanland och ingår i Norrströms huvudavrinningsområde.